# Ukraine aux Jeux olympiques d'été de 2012
L'Ukraine participe aux Jeux olympiques de 2012 à Londres au Royaume-Uni du 27 juillet au 12 août 2012. Il s'agit de sa 5e participation à des Jeux olympiques d'été.

## Médaillés
| Sport                    | Discipline                          | Athlète(s)                                                                 | Performance        | Date       |
| ------------------------ | ----------------------------------- | -------------------------------------------------------------------------- | ------------------ | ---------- |
| Médailles d'or : 5       |                                     |                                                                            |                    |            |
| Aviron                   | Quatre de couple femmes             | Kateryna Tarasenko Nataliya Dovhodko Anastasiia Kozhenkova Yana Dementieva |                    | 1er août   |
| Boxe                     | Poids lourds homme                  | Oleksandr Usyk                                                             | 14 - 11            | 11 août    |
| Boxe                     | Poids légers hommes                 | Vasyl Lomachenko                                                           | 19 - 9             | 12 août    |
| Canoë-kayak              | C1 200 mètres hommes                | Yuriy Cheban                                                               |                    | 11 août    |
| Escrime                  | Épée féminine individuelle          | Yana Shemyakina                                                            |                    | 30 juillet |
| Médailles d'argent : 4   |                                     |                                                                            |                    |            |
| Boxe                     | Poids super-légers homme            | Denys Berinchyk                                                            | 22 - 15            | 11 août    |
| Canoë-kayak              | K1 500 mètres femmes                | Inna Osypenko-Radomska                                                     |                    | 9 août     |
| Canoë-kayak              | K1 200 mètres femmes                | Inna Osypenko-Radomska                                                     |                    | 11 août    |
| Lutte                    | Moins de 96 kg                      | Valeriy Andriytsev                                                         | 3 - 0              | 12 août    |
| Médailles de bronze : 10 |                                     |                                                                            |                    |            |
| Athlétisme               | Femmes triple saut                  | Olha Saladuha                                                              | 14,79 m            | 5 août     |
| Athlétisme               | Relais 4 × 100 m femmes             | Olesya Povh Hrystyna Stuy Mariya Ryemyen Elyzaveta Bryzhina                | 42 s 04            | 10 août    |
| Athlétisme               | Relais 4 × 400 m femmes             | Nataliya Pyhyda Alina Lohvynenko Olha Zemlyak Hanna Yaroshchuk             | 3 min 23 s 55 (SB) | 11 août    |
| Boxe                     | Poids mi-moyens homme               | Taras Shelestyuk                                                           | 10 - 11            | 10 août    |
| Boxe                     | Poids mi-lourds homme               | Oleksandr Hvozdyk                                                          | 13 - 13            | 10 août    |
| Escrime                  | Sabre individuel femmes             | Olha Kharlan                                                               |                    | 1er août   |
| Gymnastique artistique   | Hommes saut de cheval               | Ihor Radivilov                                                             | 16,316             | 6 août     |
| Haltérophilie            | Moins de 58 kg femmes               | Yuliya Kalina                                                              | 235                | 30 juillet |
| Tir                      | Pistolet à 10 m air comprimé femmes | Olena Kostevych                                                            | 486,6              | 29 juillet |
| Tir                      | Pistolet à 25 m femmes              | Olena Kostevych                                                            | 788,6              | 1er août   |

| Sport         | Médaille d'or, Jeux olympiques | Médaille d'argent, Jeux olympiques | Médaille de bronze, Jeux olympiques | Total |
| Boxe          | 2                              | 1                                  | 2                                   | 5     |
| Canoë-kayak   | 1                              | 2                                  | 0                                   | 3     |
| Escrime       | 1                              | 0                                  | 1                                   | 2     |
| Haltérophilie | 0                              | 0                                  | 1                                   | 1     |
| Aviron        | 1                              | 0                                  | 0                                   | 1     |
| Athlétisme    | 0                              | 0                                  | 3                                   | 3     |
| Lutte         | 0                              | 1                                  | 0                                   | 1     |
| Tir           | 0                              | 0                                  | 2                                   | 2     |
| Gymnastique   | 0                              | 0                                  | 1                                   | 1     |
| Total         | 5                              | 4                                  | 10                                  | 19    |

## Athlétisme
Légende
- Note : le rang attribué pour les courses correspond au classement de l'athlète dans sa série uniquement.
- Q = Qualifié pour le tour suivant
- q = Qualifié au temps pour le tour suivant (pour les courses) ou qualifié sans avoir atteint les minima requis (lors des concours)
- NR = Record national
- N/A = Tour non-disputé pour cette épreuve

Hommes
Courses
| Athlète              | Épreuve         | Séries         | Séries | Quarts de finale | Quarts de finale | Demi-finales | Demi-finales | Finale          | Finale       |
| Athlète              | Épreuve         | Résultat       | Rang   | Résultat         | Rang             | Résultat     | Rang         | Résultat        | Rang         |
| -------------------- | --------------- | -------------- | ------ | ---------------- | ---------------- | ------------ | ------------ | --------------- | ------------ |
| Serhiy Smelyk        | 200 m           | 20 s 65        | 4      | NC               | NC               | Pas qualifié | Pas qualifié | Pas qualifié    | Pas qualifié |
| Vitaliy Butrym       | 400 m           | 47 s 62        | 5      | NC               | NC               | Pas qualifié | Pas qualifié | Pas qualifié    | Pas qualifié |
| Serhiy Lebid         | 5 000 m         | 13 min 53 s 15 | 18     | NC               | NC               | NC           | NC           | Pas qualifié    | Pas qualifié |
| Mykola Labovskyy     | 10 000 m        | NC             | NC     | NC               | NC               | NC           | NC           | 29 min 32 s 12  | 26           |
| Stanislav Melnykov   | 400 m haies     | 50 s 13        | 3 Q    | NC               | NC               | 50 s 19      | 6            | Pas qualifié    | Pas qualifié |
| Vadym Slobodenyuk    | 3 000 m steeple | 8 min 23 s 35  | 8      | NC               | NC               | NC           | NC           | Pas qualifié    | Pas qualifié |
| Ruslan Dmytrenko     | 20 km marche    | NC             | NC     | NC               | NC               | NC           | NC           | 1 h 23 min 21 s | 30           |
| Nazar Kovalenko      | 20 km marche    | NC             | NC     | NC               | NC               | NC           | NC           | 1 h 22 min 54 s | 27           |
| Ivan Losyev          | 20 km marche    | NC             | NC     | NC               | NC               | NC           | NC           | 1 h 26 min 50 s | 47           |
| Serhiy Budza         | 50 km marche    | NC             | NC     | NC               | NC               | NC           | NC           | 3 h 56 min 35 s | 35           |
| Ihor Hlavan          | 50 km marche    | NC             | NC     | NC               | NC               | NC           | NC           | 3 h 48 min 07 s | 19           |
| Oleksiy Kazanin      | 50 km marche    | NC             | NC     | NC               | NC               | NC           | NC           | DSQ             | DSQ          |
| Ivan Babaryka        | Marathon        | NC             | NC     | NC               | NC               | NC           | NC           | 2 h 21 min 52 s | 59           |
| Oleksandr Sitkovskyy | Marathon        | NC             | NC     | NC               | NC               | NC           | NC           | 2 h 12 min 56 s | 12           |
| Vitaliy Shafar       | Marathon        | NC             | NC     | NC               | NC               | NC           | NC           | 2 h 16 min 36 s | 29           |

Concours
| Athlète              | Épreuve           | Qualification | Qualification | Finale       | Finale                             |
| Athlète              | Épreuve           | Distance      | Rang          | Distance     | Rang                               |
| -------------------- | ----------------- | ------------- | ------------- | ------------ | ---------------------------------- |
| Bohdan Bondarenko    | Saut en hauteur   | 2,26 m        | =8 q          | 2,29 m       | 7                                  |
| Dmytro Demyanyuk     | Saut en hauteur   | 2,21 m        | =16           | Pas qualifié | Pas qualifié                       |
| Andriy Protsenko     | Saut en hauteur   | 2,29 m        | 5 q           | 2,25 m       | 9                                  |
| Maksym Mazuryk       | Saut à la perche  | 5,35 m        | =18           | Pas qualifié | Pas qualifié                       |
| Denys Yurchenko      | Saut à la perche  | NM            | –             | Pas qualifié | Pas qualifié                       |
| Viktor Kuznyetsov    | Saut en longueur  | 7,50 m        | 31            | Pas qualifié | Pas qualifié                       |
| Sheryf El-Sheryf     | Triple saut       | 16,60 m       | 13            | Pas qualifié | Pas qualifié                       |
| Mykyta Nesterenko    | Lancer du disque  | 59,17 m       | 34            | Pas qualifié | Pas qualifié                       |
| Andriy Semenov       | Lancer du poids   | NM            | –             | Pas qualifié | Pas qualifié                       |
| Roman Avramenko      | Lancer du javelot | 80,06 m       | 14            | Pas qualifié | Pas qualifié                       |
| Oleksandr Pyatnytsya | Lancer du javelot | 82,40 m       | 4 Q           | 84,51 m      | Médaille d'argent, Jeux olympiques |
| Oleksandr Dryhol     | Lancer du marteau | 69,57 m       | 34            | Pas qualifié | Pas qualifié                       |
| Artem Rubanko        | Lancer du marteau | NM            | –             | Pas qualifié | Pas qualifié                       |
| Oleksiy Sokyrskyy    | Lancer du marteau | 77,65 m       | 4 Q           | 78,25 m      | 4                                  |

Combinés – Décathlon
| Athlète          | Épreuve  | 100 m   | SL     | LP      | SH     | 400 m   | 110 H   | LD      | SP     | LJ      | 1500 m        | Total | Rang |
| ---------------- | -------- | ------- | ------ | ------- | ------ | ------- | ------- | ------- | ------ | ------- | ------------- | ----- | ---- |
| Oleksiy Kasyanov | Résultat | 10 s 56 | 7,55 m | 14,45 m | 1,99 m | 48 s 44 | 14 s 09 | 46,72 m | 4,60 m | 54,87 m | 4 min 33 s 68 | 8 283 | 7    |
| Oleksiy Kasyanov | Points   | 961     | 947    | 756     | 794    | 888     | 963     | 802     | 790    | 661     | 721           | 8 283 | 7    |

Femmes
Courses
| Athlète | Épreuve         | Séries         | Séries | Quarts de finale | Quarts de finale | Demi-finales  | Demi-finales  | Finale          | Finale                              |
| Athlète | Épreuve         | Résultat       | Rang   | Résultat         | Rang             | Résultat      | Rang          | Résultat        | Rang                                |
| --- | --------------- | -------------- | ------ | ---------------- | ---------------- | ------------- | ------------- | --------------- | ----------------------------------- |
| Nataliya Pohrebnyak | 100 m           | BYE            | BYE    | 11 s 46          | 5                | Pas qualifié  | Pas qualifié  | Pas qualifié    | Pas qualifié                        |
| Olesya Povh | 100 m           | BYE            | BYE    | 11 s 18          | 3 Q              | 11 s 30       | 6             | Pas qualifié    | Pas qualifié                        |
| Yelizaveta Bryzhina | 200 m           | 22 s 82        | 3 Q    | NC               | NC               | 22 s 64       | 5             | Pas qualifiée   | Pas qualifiée                       |
| Mariya Ryemyen | 200 m           | 22 s 58        | 1 Q    | NC               | NC               | 22 s 62       | 4             | Pas qualifiée   | Pas qualifiée                       |
| Hrystyna Stuy | 200 m           | 22 s 66        | 3 Q    | NC               | NC               | 22 s 76       | 4             | Pas qualifiée   | Pas qualifiée                       |
| Alina Lohvynenko | 400 m           | 52 s 08        | 2 Q    | NC               | NC               | 51 s 38       | 6             | Pas qualifiée   | Pas qualifiée                       |
| Nataliya Pyhyda | 400 m           | 51 s 09        | 2 Q    | NC               | NC               | 51 s 41       | 5             | Pas qualifiée   | Pas qualifiée                       |
| Yuliya Krevsun | 800 m           | DNF            | DNF    | NC               | NC               | Pas qualifiée | Pas qualifiée | Pas qualifiée   | Pas qualifiée                       |
| Liliya Lobanova | 800 m           | DNS            | DNS    | NC               | NC               | Pas qualifiée | Pas qualifiée | Pas qualifiée   | Pas qualifiée                       |
| Nataliya Lupu | 800 m           | 2 min 08 s 35  | 1 Q    | NC               | NC               | 2 min 01 s 63 | 5             | Pas qualifiée   | Pas qualifiée                       |
| Anna Mishchenko | 1 500 m         | 4 min 13 s 63  | 13     | NC               | NC               | Pas qualifiée | Pas qualifiée | Pas qualifiée   | Pas qualifiée                       |
| Anzhelika Shevchenko | 1 500 m         | 4 min 12 s 97  | 13     | NC               | NC               | Pas qualifiée | Pas qualifiée | Pas qualifiée   | Pas qualifiée                       |
| Lyudmyla Kovalenko | 5 000 m         | 15 min 18 s 60 | 11     | NC               | NC               | NC            | NC            | Pas qualifiée   | Pas qualifiée                       |
| Olha Skrypak | 10 000 m        | NC             | NC     | NC               | NC               | NC            | NC            | 32 min 14 s 59  | 20                                  |
| Hanna Titimets | 400 m haies     | 55 s 08        | 2 Q    | NC               | NC               | 55 s 10       | 4             | Pas qualifiée   | Pas qualifiée                       |
| Hanna Yaroshchuk | 400 m haies     | 54 s 81        | 3 Q    | NC               | NC               | 55 s 51       | 4             | Pas qualifiée   | Pas qualifiée                       |
| Svitlana Shmidt | 3 000 m steeple | 10 min 01 s 09 | 12     | NC               | NC               | NC            | NC            | Pas qualifiée   | Pas qualifiée                       |
| Valentyna Zhudina | 3 000 m steeple | 9 min 37 s 90  | 7      | NC               | NC               | NC            | NC            | Pas qualifiée   | Pas qualifiée                       |
| Nadiya Borovska | 20 km marche    | NC             | NC     | NC               | NC               | NC            | NC            | 1 h 30 min 03 s | 16                                  |
| Olena Shumkina | 20 km marche    | NC             | NC     | NC               | NC               | NC            | NC            | 1 h 36 min 42 s | 50                                  |
| Olha Yakovenko | 20 km marche    | NC             | NC     | NC               | NC               | NC            | NC            | 1 h 32 min 07 s | 27                                  |
| Yelizaveta Bryzhina Nataliya Pohrebnyak Olesya Povh Viktoriya Pyatachenko Mariya Ryemyen Hrystyna Stuy                        | 4 × 100 m       | 42 s 36        | 1 Q    | NC               | NC               | NC            | NC            | 42 s 04 NR      | Médaille de bronze, Jeux olympiques |
| Yuliya Baraley Alina Lohvynenko Yuliya Olyshevska Darya Prystupa Nataliya Pyhyda Olha Zemlyak Hanna Titimets Hanna Yaroshchuk | 4 × 400 m       | 3 min 25 s 90  | 2 Q    | NC               | NC               | NC            | NC            | 3 min 23 s 57   | 4                                   |
| Olena Burkovska | Marathon        | NC             | NC     | NC               | NC               | NC            | NC            | 2 h 33 min 26 s | 48                                  |
| Tatiana Filonyuk | Marathon        | NC             | NC     | NC               | NC               | NC            | NC            | DNF             | DNF                                 |
| Tetyana Gamera-Shmyrko | Marathon        | NC             | NC     | NC               | NC               | NC            | NC            | 2 h 24 min 32 s | 5                                   |

Concours
| Athlète              | Épreuve           | Qualification | Qualification | Finale        | Finale                              |
| Athlète              | Épreuve           | Distance      | Rang          | Distance      | Rang                                |
| -------------------- | ----------------- | ------------- | ------------- | ------------- | ----------------------------------- |
| Olena Holosha        | Saut en hauteur   | 1,90 m        | =15           | Pas qualifiée | Pas qualifiée                       |
| Vita Styopina        | Saut en hauteur   | 1,80 m        | 34            | Pas qualifiée | Pas qualifiée                       |
| Nataliya Mazuryk     | Saut à la perche  | 4,25 m        | 26            | Pas qualifiée | Pas qualifiée                       |
| Hanna Shelekh        | Saut à la perche  | 4,10 m        | 33            | Pas qualifiée | Pas qualifiée                       |
| Viktoriya Rybalko    | Saut en longueur  | 6,29 m        | 20            | Pas qualifiée | Pas qualifiée                       |
| Marharyta Tverdohlib | Saut en longueur  | 6,19 m        | 26            | Pas qualifiée | Pas qualifiée                       |
| Olha Saladuha        | Triple saut       | 14,35 m       | 5 Q           | 14,79 m       | Médaille de bronze, Jeux olympiques |
| Hanna Knyazyeva      | Triple saut       | 14,33 m       | 6 Q           | 14,56 m       | 4                                   |
| Hanna Demydova       | Triple saut       | 13,97 m       | 15            | Pas qualifiée | Pas qualifiée                       |
| Kateryna Karsak      | Lancer du disque  | 58,64 m       | 28            | Pas qualifiée | Pas qualifiée                       |
| Nataliya Semenova    | Lancer du disque  | 60,61 m       | 18            | Pas qualifiée | Pas qualifiée                       |
| Marharyta Dorozhon   | Lancer du javelot | 56,74 m       | 28            | Pas qualifiée | Pas qualifiée                       |
| Hanna Hatsko         | Lancer du javelot | 58,37 m       | 22            | Pas qualifiée | Pas qualifiée                       |
| Vira Rebryk          | Lancer du javelot | 58,97 m       | 19            | Pas qualifiée | Pas qualifiée                       |
| Iryna Novozhylova    | Lancer du marteau | 65,35 m       | 33            | Pas qualifiée | Pas qualifiée                       |
| Hanna Skydan         | Lancer du marteau | 68,50 m       | 19            | Pas qualifiée | Pas qualifiée                       |

Combinés – Heptathlon
| Athlète            | Épreuve  | 100 H   | SH     | LP      | 200 m   | SL     | LJ      | 800 m         | Total | Rang |
| ------------------ | -------- | ------- | ------ | ------- | ------- | ------ | ------- | ------------- | ----- | ---- |
| Nataliya Dobrynska | Résultat | 13 s 57 | 1,83 m | 15,05 m | 24 s 69 | 3,70 m | DNS     | DNS           | Abd   | Abd  |
| Nataliya Dobrynska | Points   | 1 040   | 1 016  | 864     | 915     | 242    | –       | –             | Abd   | Abd  |
| Hanna Melnychenko  | Résultat | 13 s 32 | 1,80 m | 12,96 m | 24 s 09 | 6,40 m | 43,86 m | 2 min 12 s 90 | 6392  | 10   |
| Hanna Melnychenko  | Points   | 1 077   | 978    | 725     | 972     | 975    | 742     | 923           | 6392  | 10   |
| Lyudmyla Yosypenko | Résultat | 13 s 25 | 1,83 m | 13,90 m | 23 s 68 | 6,31 m | 49,63 m | 2 min 13 s 28 | 6 618 | 4    |
| Lyudmyla Yosypenko | Points   | 1 087   | 1 016  | 787     | 1 012   | 946    | 853     | 912           | 6 618 | 4    |

## Aviron
FA : qualifié pour la finale A (médaille) ; FB : qualifié pour la finale B (pas de médaille) ; SA/B : qualifié pour les demi-finales A ou B ; QF : qualifié pour les quarts de finale ; R : qualifié pour les repêchages
Hommes
| Athlète | Compétition      | Séries        | Séries | Repêchage     | Repêchage | Demi-finales  | Demi-finales | Finales       | Finales |
| Athlète | Compétition      | Temps         | Rang   | Temps         | Rang      | Temps         | Rang         | Temps         | Rang    |
| --- | ---------------- | ------------- | ------ | ------------- | --------- | ------------- | ------------ | ------------- | ------- |
| Dmytro Mikhai Artem Morozov | Deux de couple   | 6 min 49 s 70 | 4 R    | 6 min 30 s 19 | 2 SA/B    | 6 min 36 s 52 | 6 FB         | 6 min 31 s 51 | 11      |
| Sergiy Gryn Ivan Dovhodko Volodymyr Pavlovskyy Kostiantyn Zaitsev                                                                                       | Quatre de couple | 5 min 43 s 46 | 3 SA/B | NC            | NC        | 6 min 16 s 23 | 5 FB         | 6 min 01 s 23 | 9       |
| Sergii Chykanov Viktor Grebennykov Anton Kholyaznykov Valentyn Kletskoy Oleksandr Konovaliuk (barreur) Oleg Lykov Artem Moroz Andriy Pryveda Ivan Tymko | Huit             | 5 min 38 s 02 | 4 R    | 5 min 42 s 19 | 6 FB      | NC            | NC           | 6 min 07 s 33 | 8       |

Femmes
| Athlète                                                                    | Compétition      | Séries        | Séries | Repêchage     | Repêchage | Demi-finales | Demi-finales | Finales       | Finales                        |
| Athlète                                                                    | Compétition      | Temps         | Rang   | Temps         | Rang      | Temps        | Rang         | Temps         | Rang                           |
| -------------------------------------------------------------------------- | ---------------- | ------------- | ------ | ------------- | --------- | ------------ | ------------ | ------------- | ------------------------------ |
| Olena Buryak Anna Kravchenko                                               | Deux de couple   | 7 min 09 s 40 | 5 R    | 7 min 23 s 02 | 6 FB      | NC           | NC           | 7 min 36 s 65 | 11                             |
| Yana Dementieva Nataliya Dovhodko Anastasiia Kozhenkova Kateryna Tarasenko | Quatre de couple | 6 min 14 s 82 | 2 FA   | NC            | NC        | NC           | NC           | 6 min 35 s 93 | Médaille d'or, Jeux olympiques |

## Badminton
| Athlète         | Compétition      | Phase de groupe                         | Phase de groupe                       | Phase de groupe  | Phase de groupe | 8e de finale     | Quarts de finale | Demi-finales     | Finale           | Finale        |
| Athlète         | Compétition      | Adversaire Score                        | Adversaire Score                      | Adversaire Score | Rang            | Adversaire Score | Adversaire Score | Adversaire Score | Adversaire Score | Rang          |
| --------------- | ---------------- | --------------------------------------- | ------------------------------------- | ---------------- | --------------- | ---------------- | ---------------- | ---------------- | ---------------- | ------------- |
| Dmytro Zavadsky | Simple messieurs | Zwiebler (GER) Perd 1–17, 10–21, 16–21  | Rasheed (MDV) Gagne 21–8, 21–8        | NC               | 2               | Pas qualifié     | Pas qualifié     | Pas qualifié     | Pas qualifié     | Pas qualifié  |
| Larisa Griga    | Simple dames     | Gavnholt (CZE) Perd 13–21, 21–15, 15–21 | Schenk (GER) Perd 13–21, 21–15, 15–21 | NC               | 3               | Pas qualifiée    | Pas qualifiée    | Pas qualifiée    | Pas qualifiée    | Pas qualifiée |

## Boxe
Hommes
| Athlète           | Compétition        | 1/16 de finale                 | 1/8 de finale           | Quarts de finale             | Demi-finales                   | Finale                      | Finale                              |
| Athlète           | Compétition        | Adversaire Résultat            | Adversaire Résultat     | Adversaire Résultat          | Adversaire Résultat            | Adversaire Résultat         | Rang                                |
| ----------------- | ------------------ | ------------------------------ | ----------------------- | ---------------------------- | ------------------------------ | --------------------------- | ----------------------------------- |
| Pavlo Ishchenko   | Poids coqs         | Diaz (USA) Perd 9–19           | Pas qualifié            | Pas qualifié                 | Pas qualifié                   | Pas qualifié                | Pas qualifié                        |
| Vasyl Lomachenko  | Poids légers       | exempt                         | Arias (DOM) Gagne 15–3  | Verdejo (PUR) Gagne 14–9     | Toledo (CUB) Gagne 14–11       | Han S-C (KOR) Gagne 19–9    | Médaille d'or, Jeux olympiques      |
| Denys Berinchyk   | Poids super-légers | exempt                         | Yigit (SWE) Gagne 24–23 | Horn (AUS) Gagne 21–13       | Mönkh-Erdene (MGL) Gagne 29–21 | Iglesias (CUB) 0 Perd 15–22 | Médaille d'argent, Jeux olympiques  |
| Taras Shelestyuk  | Poids welters      | exempt                         | Belous (MDA) Gagne 15–7 | Vastine (FRA) Gagne 18+–18   | Evans (GBR) Perd 10–11         | Pas qualifié                | Médaille de bronze, Jeux olympiques |
| Evhen Khytrov     | Poids moyens       | exempt                         | Ogogo (GBR) Perd 18–18+ | Pas qualifié                 | Pas qualifié                   | Pas qualifié                | Pas qualifié                        |
| Oleksandr Gvozdyk | Poids mi-lourds    | Dauhaliavets (BLR) Gagne 18–10 | Bravo (NCA) Gagne 18–6  | Benchabla (ALG) Gagne 19–17  | Niyazymbetov (KAZ) Perd 13–13+ | Pas qualifié                | Médaille de bronze, Jeux olympiques |
| Oleksandr Usyk    | Poids lourds       | NC                             | exempt                  | Beterbiyev (RUS) Gagne 17–13 | Pulev (BUL) Gagne 21–5         | Russo (ITA) Gagne 14–11     | Médaille d'or, Jeux olympiques      |

- * Décision des juges

## Canoë-kayak

### Course en ligne
S : qualifié pour les demi-finales ; FA : qualifié pour la finale A (médaille) ; FB : qualifié pour la finale B (pas de médaille)
| Athlète       | Compétition       | Éliminatoires  | Éliminatoires | Demi-finales   | Demi-finales | Finale         | Finale                             |
| Athlète       | Compétition       | Temps          | Rang          | Temps          | Rang         | Temps          | Rang                               |
| ------------- | ----------------- | -------------- | ------------- | -------------- | ------------ | -------------- | ---------------------------------- |
| Yuriy Cheban  | C1 – 200 m hommes | 41 s 036       | 1 S           | 40 s 647       | 1 FA         | 42 s 291       | Médaille d'or, Jeux olympiques     |
| Inna Osypenko | K1 – 200 m femmes | 42 s 119       | 1 S           | 41 s 360       | 3 FA         | 45 s 053       | Médaille d'argent, Jeux olympiques |
| Inna Osypenko | K1 – 500 m femmes | 1 min 52 s 268 | 4 S           | 1 min 51 s 515 | 2 FA         | 1 min 52 s 685 | Médaille d'argent, Jeux olympiques |

## Cyclisme

### Cyclisme sur route
Hommes
| Athlète         | Compétition            | Temps         | Rang |
| --------------- | ---------------------- | ------------- | ---- |
| Andriy Grivko   | Course en ligne hommes | 5 min 46 s 05 | 17e  |
| Dmytro Krivtsov | Course en ligne hommes | 5 min 46 s 37 | 66e  |

Femmes
| Athlète      | Compétition            | Temps | Rang |
| ------------ | ---------------------- | ----- | ---- |
| Alona Andruk | Course en ligne femmes | HD    | HD   |

### Cyclisme sur piste
Vitesse
| Athlète                   | Compétition                 | Qualification        | Qualification | 1er tour                          | 2e tour                  | Repêchage 2                              | Quarts de finale                             | Demi-finales             | Finale                                           | Finale |
| Athlète                   | Compétition                 | Temps Vitesse        | Rang          | Adversaire Temps Vitesse          | Adversaire Temps Vitesse | Adversaire Temps Vitesse                 | Adversaire Temps Vitesse                     | Adversaire Temps Vitesse | Adversaire Temps Vitesse                         | Rang   |
| ------------------------- | --------------------------- | -------------------- | ------------- | --------------------------------- | ------------------------ | ---------------------------------------- | -------------------------------------------- | ------------------------ | ------------------------------------------------ | ------ |
| Lyubov Shulika            | Vitesse individuelle femmes | 11 s 319 63,609 km/h | 10            | Hansen Gagne 11 s 808 60,975 km/h | Vogel Perd               | Kanis Lee W S Gagne 11 s 461 62,821 km/h | Meares Perd                                  | Pas qualifiée            | Finale 5e place Krupeckaitė Guerra Panarina Perd | 7      |
| Lyubov Shulika Olena Tsos | Vitesse par équipes femmes  | 33 s 708 53,399 km/h | 7 Q           | NC                                | NC                       | NC                                       | Grande-Bretagne Gagnent 33 s 620 53,539 km/h | NC                       | Australie Perdent 33 s 491 53,745 km/h           | 4      |

Keirin
| Athlète        | Compétition   | 1er tour | Repêchage | 2e tour       | Finale |
| Athlète        | Compétition   | Rang     | Rang      | Rang          | Rang   |
| -------------- | ------------- | -------- | --------- | ------------- | ------ |
| Lyubov Shulika | Keirin femmes | 5 R      | 4         | Pas qualifiée | 13     |

Poursuite
| Athlète                                                               | Compétition                  | Qualification  | Qualification | Demi-finales        | Demi-finales   | Finale              | Finale         |
| Athlète                                                               | Compétition                  | Temps          | Rang          | Adversaire Résultat | Rang           | Adversaire Résultat | Rang           |
| --------------------------------------------------------------------- | ---------------------------- | -------------- | ------------- | ------------------- | -------------- | ------------------- | -------------- |
| Yelizaveta Bochkarova Svitlana Galyuk Lesya Kalitovska Lyubov Shulika | Poursuite par équipes femmes | 3 min 25 s 160 | 9             | Pas qualifiées      | Pas qualifiées | Pas qualifiées      | Pas qualifiées |

### VTT
| Athlète        | Compétition              | Temps           | Rang |
| -------------- | ------------------------ | --------------- | ---- |
| Sergey Rysenko | Cross-country VTT hommes | 1 h 37 min 32 s | 31   |
| Yana Belomoyna | Cross-country VTT femmes | 1 h 35 min 46 s | 13   |

## Équitation

### Dressage
| Svetlana Kiselyova | Parish | Individuel | 66,763 | 46 | Pas qualifié | Pas qualifié | Pas qualifié | Pas qualifié |

### Saut d'obstacles
| Athlète                                                 | Cheval             | Compétition | Qualification | Qualification | Qualification | Qualification | Qualification | Qualification | Qualification | Qualification | Finale       | Finale       | Finale        | Finale        | Finale        | Total     | Total |
| Athlète                                                 | Cheval             | Compétition | 1er tour      | 1er tour      | 2e tour       | 2e tour       | 2e tour       | 3e tour       | 3e tour       | 3e tour       | Finale A     | Finale A     | Finale B      | Finale B      | Finale B      | Total     | Total |
| Athlète                                                 | Cheval             | Compétition | Pénalités     | Rang          | Pénalités     | Total         | Rang          | Pénalités     | Total         | Rang          | Pénalités    | Rang         | Pénalités     | Total         | Rang          | Pénalités | Rang  |
| ------------------------------------------------------- | ------------------ | ----------- | ------------- | ------------- | ------------- | ------------- | ------------- | ------------- | ------------- | ------------- | ------------ | ------------ | ------------- | ------------- | ------------- | --------- | ----- |
| Björn Nagel                                             | Niack de l'Abbaye  | Individuel  | 4             | =42 Q         | 4             | 8             | =31 Q         | 13            | 21            | =39 R         | Pas qualifié | Pas qualifié | Pas qualifié  | Pas qualifié  | Pas qualifié  | 21        | =39   |
| Katharina Offel                                         | Vivant             | Individuel  | 4             | =42 Q         | 12            | 16            | 58            | Pas qualifié  | Pas qualifié  | Pas qualifié  | Pas qualifié | Pas qualifié | Pas qualifié  | Pas qualifié  | Pas qualifié  | 16        | 58    |
| Aleksandr Onishchenko                                   | Comte d'Arsouilles | Individuel  | 18            | 70            | Pas qualifié  | Pas qualifié  | Pas qualifié  | Pas qualifié  | Pas qualifié  | Pas qualifié  | Pas qualifié | Pas qualifié | Pas qualifié  | Pas qualifié  | Pas qualifié  | 18        | 70    |
| Cassio Rivetti                                          | Temple Road        | Individuel  | 0             | =1 Q          | 5             | 5             | =27 Q         | 12            | 17            | 37 Q          | 5            | =20 Q        | 4             | 9             | =12           | 9         | =12   |
| Oleg Krasyuk Björn Nagel Katharina Offel Cassio Rivetti | Voir ci-dessus     | Par équipes | NC            | NC            | NC            | NC            | NC            | NC            | NC            | NC            | 21           | 14           | Pas qualifiés | Pas qualifiés | Pas qualifiés | 21        | 14    |

## Escrime
Hommes
| Athlète            | Compétition       | 1/32 de finale   | 1/16 de finale              | 1/8 de finale    | Quarts de finale | Demi-finales     | Finale           | Finale       |
| Athlète            | Compétition       | Adversaire Score | Adversaire Score            | Adversaire Score | Adversaire Score | Adversaire Score | Adversaire Score | Rang         |
| ------------------ | ----------------- | ---------------- | --------------------------- | ---------------- | ---------------- | ---------------- | ---------------- | ------------ |
| Dmytro Karyuchenko | Épée individuelle | exempt           | Borel Perd 10–15            | Pas qualifié     | Pas qualifié     | Pas qualifié     | Pas qualifié     | Pas qualifié |
| Dmytro Boyko       | Sabre individuel  | exempt           | Dumitrescu (ROU) Perd 12–15 | Pas qualifié     | Pas qualifié     | Pas qualifié     | Pas qualifié     | Pas qualifié |

Femmes
| Athlète                                              | Compétition        | 1/32 de finale             | 1/16 de finale               | 1/8 de finale            | Quarts de finale          | Demi-finales                                         | Finale                                   | Finale                              |
| Athlète                                              | Compétition        | Adversaire Score           | Adversaire Score             | Adversaire Score         | Adversaire Score          | Adversaire Score                                     | Adversaire Score                         | Rang                                |
| ---------------------------------------------------- | ------------------ | -------------------------- | ---------------------------- | ------------------------ | ------------------------- | ---------------------------------------------------- | ---------------------------------------- | ----------------------------------- |
| Olena Kryvytska                                      | Épée individuelle  | Scanlan (USA) Gagne 15–13  | Maroiu (ROU) Perd 10–15      | Pas qualifiée            | Pas qualifiée             | Pas qualifiée                                        | Pas qualifiée                            | Pas qualifiée                       |
| Kseniya Pantelyeyeva                                 | Épée individuelle  | Yeung (HKG) Gagne 15–11    | Li (CHN) Perd 10–15          | Pas qualifiée            | Pas qualifiée             | Pas qualifiée                                        | Pas qualifiée                            | Pas qualifiée                       |
| Yana Shemyakina                                      | Épée individuelle  | BYE                        | Shutova (RUS) Gagne 15–12    | Brânză (ROU) Gagne 14–13 | Gherman (ROU) Gagne 15–14 | Sun (CHN) Gagne 14–13                                | Heidemann (GER) Gagne 9–8                | Médaille d'or, Jeux olympiques      |
| Olena Kryvytska Kseniya Pantelyeyeva Yana Shemyakina | Épée par équipes   | NC                         | NC                           | NC                       | Russie (2) Perdent 34–45  | 1/2 finale de classement Allemagne (6) Perdent 36–45 | Finale 7e place Italie (4) Perdent 40–45 | 8                                   |
| Olha A. Leleyko                                      | Fleuret individuel | Khelfaoui (ALG) Gagne 15–4 | Nam (KOR) Perd 9–15          | Pas qualifiée            | Pas qualifiée             | Pas qualifiée                                        | Pas qualifiée                            | Pas qualifiée                       |
| Olha Kharlan                                         | Sabre individuel   | NC                         | Tschomakova (BUL) Gagne 15–8 | Mikina (AZE) Gagne 15–10 | Vecchi (ITA) Gagne 15–9   | Velikaïa (RUS) Perd 12–15                            | Zagunis (USA) Gagne 15–10                | Médaille de bronze, Jeux olympiques |

## Gymnastique

### Artistique
Hommes
Par équipes
| Athlète             | Compétition      | Appareils | Appareils | Appareils | Appareils | Appareils | Appareils | Qualification | Qualification | Appareils | Appareils | Appareils | Appareils | Appareils | Appareils | Finale  | Finale |
| Athlète             | Compétition      | S         | CA        | A         | SC        | BP        | BF        | Total         | Rang          | S         | CA        | A         | SC        | BP        | BF        | Total   | Rang   |
| ------------------- | ---------------- | --------- | --------- | --------- | --------- | --------- | --------- | ------------- | ------------- | --------- | --------- | --------- | --------- | --------- | --------- | ------- | ------ |
| Mykola Kuksenkov    | Concours général | 14,533    | 14,900    | 15,000    | 15,766    | 15,066    | 14,666    | 89,931        | 6 Q           | NC        | 15,100    | 15,233    | NC        | 15,200    | 15,266    | NC      | NC     |
| Vitalii Nakonechnyi | Concours général | 14,066    | 14,933 Q  | NC        | NC        | 14,133    | 14,800    | NC            | NC            | 14,333    | 14,866    | NC        | NC        | NC        | 14,266    | NC      | NC     |
| Ihor Radivilov      | Concours général | NC        | NC        | 15,300    | 16,266 Q  | NC        | NC        | NC            | NC            | NC        | NC        | 15,433    | 16,066    | NC        | NC        | NC      | NC     |
| Oleh Stepko         | Concours général | 15,033    | 14,400    | 14,866    | 15,916    | 13,366    | 13,466    | 87,047        | 20            | 14,866    | 15,000    | 15,033    | 15,733    | 13,933    | NC        | NC      | NC     |
| Oleh Vernyayev      | Concours général | 15,033    | 14,366    | 14,600    | 16,333 Q  | 14,566    | 14,066    | 88,964        | 13 Q          | 14,866    | NC        | NC        | 16,266    | 15,600    | 14,466    | NC      | NC     |
| Total               | Concours général | 44,599    | 44,233    | 45,166    | 48,515    | 43,765    | 43,532    | 269,810       | 7 Q           | 44,065    | 44,966    | 45,699    | 48,065    | 44,733    | 43,998    | 271,526 | 4      |

Finales individuelles
| Athlète             | Compétition      | Appareils | Appareils | Appareils | Appareils | Appareils | Appareils | Total  | Rang                                |
| Athlète             | Compétition      | S         | CA        | A         | SC        | BP        | BF        | Total  | Rang                                |
| ------------------- | ---------------- | --------- | --------- | --------- | --------- | --------- | --------- | ------ | ----------------------------------- |
| Mykola Kuksenkov    | Concours général | 14,633    | 14,600    | 15,200    | 15,533    | 15,400    | 15,066    | 90,432 | 4                                   |
| Vitalii Nakonechnyi | Cheval d'arçons  | NC        | 14,766    | NC        | NC        | NC        | NC        | 14,766 | 6                                   |
| Ihor Radivilov      | Saut de cheval   | NC        | NC        | NC        | 16,316    | NC        | NC        | 16,316 | Médaille de bronze, Jeux olympiques |
| Oleh Vernyayev      | Concours général | 14,533    | 13,966    | 14,866    | 16,233    | 15,033    | 14,300    | 88,931 | 11                                  |

Femmes
| Athlète            | Compétition      | Qualification | Qualification | Qualification | Qualification | Qualification | Qualification | Finale        | Finale        | Finale        | Finale        | Finale        | Finale        |
| Athlète            | Compétition      | Appareils     | Appareils     | Appareils     | Appareils     | Total         | Rang          | Appareils     | Appareils     | Appareils     | Appareils     | Total         | Rang          |
| Athlète            | Compétition      | S             | SC            | BA            | P             | Total         | Rang          | S             | SC            | BA            | P             | Total         | Rang          |
| ------------------ | ---------------- | ------------- | ------------- | ------------- | ------------- | ------------- | ------------- | ------------- | ------------- | ------------- | ------------- | ------------- | ------------- |
| Nataliya Kononenko | Concours général | 12,833        | 13,433        | 12,066        | 12,500        | 50,832        | 44            | Pas qualifiée | Pas qualifiée | Pas qualifiée | Pas qualifiée | Pas qualifiée | Pas qualifiée |

### Rythmique
| Athlète           | Compétition | Qualification | Qualification | Qualification | Qualification | Qualification | Qualification | Finale  | Finale | Finale | Finale | Finale  | Finale |
| Athlète           | Compétition | Cerceau       | Ballon        | Massue        | Ruban         | Total         | Rang          | Cerceau | Ballon | Massue | Ruban  | Total   | Rang   |
| ----------------- | ----------- | ------------- | ------------- | ------------- | ------------- | ------------- | ------------- | ------- | ------ | ------ | ------ | ------- | ------ |
| Alina Maksymenko  | Individuel  | 27,300        | 28,125        | 27,800        | 26,800        | 110,025       | 7 Q           | 27,950  | 26,675 | 27,550 | 27,450 | 109,625 | 6      |
| Ganna Rizatdinova | Individuel  | 27,350        | 26,800        | 27,750        | 26,950        | 108,850       | 10 Q          | 26,750  | 27,050 | 26,975 | 26,500 | 107,400 | 10     |

| Athlète                                                                                          | Compétition | Qualification | Qualification       | Qualification | Qualification | Finale    | Finale              | Finale | Finale |
| Athlète                                                                                          | Compétition | 5 ballons     | 3 rubans 2 cerceaux | Total         | Rang          | 5 ballons | 3 rubans 2 cerceaux | Total  | Rang   |
| ------------------------------------------------------------------------------------------------ | ----------- | ------------- | ------------------- | ------------- | ------------- | --------- | ------------------- | ------ | ------ |
| Olena Dmytrash Evgenia Gomon Valeria Gudym Viktoriya Lenyshyn Viktoriya Mazur Svitlana Prokopova | Par équipes | 27,050        | 27,100              | 54,150        | 6 Q           | 27,200    | 27,175              | 54,375 | 5      |

### Trampoline
| Athlète      | Compétition | Séries | Séries | Finale        | Finale        |
| Athlète      | Compétition | Score  | Rang   | Score         | Rang          |
| ------------ | ----------- | ------ | ------ | ------------- | ------------- |
| Yuri Nikitin | Hommes      | 79,070 | 14     | Pas qualifié  | Pas qualifié  |
| Marina Kiyko | Femmes      | 73,460 | 16     | Pas qualifiée | Pas qualifiée |

## Haltérophilie
Hommes
| Athlète            | Compétition | Arraché           | Arraché           | Épaulé-jeté       | Épaulé-jeté       | Total             | Rang              |
| Athlète            | Compétition | Résultat          | Rang              | Résultat          | Rang              | Total             | Rang              |
| ------------------ | ----------- | ----------------- | ----------------- | ----------------- | ----------------- | ----------------- | ----------------- |
| Artem Ivanov       | -94 kg      | Forfait           | Forfait           | Forfait           | Forfait           | Forfait           | Forfait           |
| Kostyantyn Piliyev | -94 kg      | 166 kg            | 13                | 206 kg            | 12                | 372 kg            | 12                |
| Sergiy Tagirov     | -105 kg     | 174 kg            | 10                | 200 kg            | 11                | 374 kg            | 10                |
| Oleksiy Torokhtiy  | -105 kg     | 185 kg            | 4                 | 227 kg            | 1                 | 412 kg            | DSQ               |
| Ihor Shymechko     | +105 kg     | 197 kg            | 5                 | 232 kg            | 6                 | 429 kg            | 6                 |
| Artem Udachyn      | +105 kg     | N'a pas participé | N'a pas participé | N'a pas participé | N'a pas participé | N'a pas participé | N'a pas participé |

Femmes
| Athlète                | Compétition | Arraché  | Arraché | Épaulé-jeté | Épaulé-jeté | Total   | Rang                                |
| Athlète                | Compétition | Résultat | Rang    | Résultat    | Rang        | Total   | Rang                                |
| ---------------------- | ----------- | -------- | ------- | ----------- | ----------- | ------- | ----------------------------------- |
| Yuliya Paratova        | -53 kg      | 91 kg    | 4       | 108 kg      | 10          | 199 kg  | 5                                   |
| Yuliya Kalina          | -58 kg      | 106 kg   | 2       | 129 kg      | 5           | 235 kg  | Médaille de bronze, Jeux olympiques |
| Svetlana Chernyavskaya | +75 kg      | Forfait  | Forfait | Forfait     | Forfait     | Forfait | Forfait                             |

## Judo
Hommes
| Athlète              | Compétition     | 1/32 de finale                | 1/16 de finale               | 1/8 de finale                   | Quarts de finale    | Demi-finales        | Repêchage 1         | Repêchage 2         | Finale              | Finale       |
| Athlète              | Compétition     | Adversaire Résultat           | Adversaire Résultat          | Adversaire Résultat             | Adversaire Résultat | Adversaire Résultat | Adversaire Résultat | Adversaire Résultat | Adversaire Résultat | Rang         |
| -------------------- | --------------- | ----------------------------- | ---------------------------- | ------------------------------- | ------------------- | ------------------- | ------------------- | ------------------- | ------------------- | ------------ |
| Georgii Zantaraia    | Moins de 60 kg  | exempt                        | Verde (ITA) Perd 0000–0001   | Pas qualifié                    | Pas qualifié        | Pas qualifié        | Pas qualifié        | Pas qualifié        | Pas qualifié        | Pas qualifié |
| Sergiy Drebot        | Moins de 66 kg  | exempt                        | J-H Cho (KOR) Perd 0002–0011 | Pas qualifié                    | Pas qualifié        | Pas qualifié        | Pas qualifié        | Pas qualifié        | Pas qualifié        | Pas qualifié |
| Volodymyr Soroka     | Moins de 73 kg  | exempt                        | Pina (POR) Gagne 0102–0011   | Sainjargal (MGL) Perd 0002–0011 | Pas qualifié        | Pas qualifié        | Pas qualifié        | Pas qualifié        | Pas qualifié        | Pas qualifié |
| Artem Vasylenko      | Moins de 81 kg  | Bozbayev (KAZ) Perd 0001–1000 | Pas qualifié                 | Pas qualifié                    | Pas qualifié        | Pas qualifié        | Pas qualifié        | Pas qualifié        | Pas qualifié        | Pas qualifié |
| Roman Hontyuk        | Moins de 90 kg  | NC                            | Camilo (BRA) Perd 0001–1001  | Pas qualifié                    | Pas qualifié        | Pas qualifié        | Pas qualifié        | Pas qualifié        | Pas qualifié        | Pas qualifié |
| Artem Bloshenko      | Moins de 100 kg | NC                            | Kelly (AUS) Gagne 0010–0000  | Hwang (KOR) Perd 0000–1001      | Pas qualifié        | Pas qualifié        | Pas qualifié        | Pas qualifié        | Pas qualifié        | Pas qualifié |
| Stanislav Bondarenko | Plus de 100 kg  | NC                            | Ceraj (SLO) Perd 0002–0021   | Pas qualifié                    | Pas qualifié        | Pas qualifié        | Pas qualifié        | Pas qualifié        | Pas qualifié        | Pas qualifié |

Femmes
| Athlète           | Compétition    | 1/16 de finale              | 1/8 de finale                  | Quarts de finale            | Demi-finales        | Repêchage 1                        | Repêchage 2                 | Finale              | Finale        |               |
| Athlète           | Compétition    | Adversaire Résultat         | Adversaire Résultat            | Adversaire Résultat         | Adversaire Résultat | Adversaire Résultat                | Adversaire Résultat         | Adversaire Résultat | Rang          |               |
| ----------------- | -------------- | --------------------------- | ------------------------------ | --------------------------- | ------------------- | ---------------------------------- | --------------------------- | ------------------- | ------------- | ------------- |
| Nataliya Smal     | Moins de 70 kg | Blanco (ESP) Perd 0002–0110 | Pas qualifiée                  | Pas qualifiée               | Pas qualifiée       | Pas qualifiée                      | Pas qualifiée               | Pas qualifiée       | Pas qualifiée |               |
| Maryna Pryshchepa | Moins de 78 kg | exempt                      | Tcheuméo (FRA) Perd 0000–0100  | Pas qualifiée               | Pas qualifiée       | Pas qualifiée                      | Pas qualifiée               | Pas qualifiée       | Pas qualifiée | Pas qualifiée |
| Iryna Kindzerska  | Plus de 78 kg  | exempt                      | Kocatürk (TUR) Gagne 0103–0002 | Tong W (CHN) Perd 0000–0100 | Pas qualifiée       | Ivachtchenko (RUS) Gagne 0010–0002 | Bryant (GBR) Perd 0011–0020 | Pas qualifiée       | 5             |               |

## Lutte
| PO | Décision aux points – le perdant n'a pas réussi à inscrire des points de technique |
| PP | Décision aux points – le perdant a réussi à inscrire des points de technique       |
| VT | Victoire par tombé                                                                 |

Lutte libre hommes
| Athlète                  | Compétition | Qualification              | Premier tour                 | Quarts de finale            | Demi-finales               | Repêchage 1         | Repêchage 2         | Finale/MB                | Finale/MB                          |
| Athlète                  | Compétition | Adversaire Résultat        | Adversaire Résultat          | Adversaire Résultat         | Adversaire Résultat        | Adversaire Résultat | Adversaire Résultat | Adversaire Résultat      | Rang                               |
| ------------------------ | ----------- | -------------------------- | ---------------------------- | --------------------------- | -------------------------- | ------------------- | ------------------- | ------------------------ | ---------------------------------- |
| Vasyl Fedoryshyn         | -60 kg      | exempt                     | Zarkua (GEO) Perd 0–3 PO     | Pas qualifié                | Pas qualifié               | Pas qualifié        | Pas qualifié        | Pas qualifié             | 17                                 |
| Andriy Kvyatkovskyy      | -66 kg      | exempt                     | Tanatarov (KAZ) Perd 1–3 PP  | Pas qualifié                | Pas qualifié               | Pas qualifié        | Pas qualifié        | Pas qualifié             | 13                                 |
| Ibrahim Aldatov          | -84 kg      | Sokhiev (UZB) Gagne 3–1 PO | Urishev (RUS) Perd 1–3 PO    | Pas qualifié                | Pas qualifié               | Pas qualifié        | Pas qualifié        | Pas qualifié             | 9                                  |
| Valerii Andriitsev       | -96 kg      | exempt                     | Iskandari (TJK) Gagne 3–1 PP | Gazyumov (AZE) Gagne 3–1 PP | Yazdani (IRI) Gagne 5–0 VB | exempt              | exempt              | Varner (USA) Perd 0–3 PO | Médaille d'argent, Jeux olympiques |
| Oleksandr Khotsianivskyi | -120 kg     | Akgül (TUR) Perd 0–3 PO    | Pas qualifié                 | Pas qualifié                | Pas qualifié               | Pas qualifié        | Pas qualifié        | Pas qualifié             | 14                                 |

Lutte gréco-romaine hommes
| Athlète        | Compétition | Qualification                | Premier tour               | Quarts de finale             | Demi-finales        | Repêchage 1         | Repêchage 2         | Finale/MB           | Finale/MB |
| Athlète        | Compétition | Adversaire Résultat          | Adversaire Résultat        | Adversaire Résultat          | Adversaire Résultat | Adversaire Résultat | Adversaire Résultat | Adversaire Résultat | Rang      |
| -------------- | ----------- | ---------------------------- | -------------------------- | ---------------------------- | ------------------- | ------------------- | ------------------- | ------------------- | --------- |
| Vyugar Ragymov | -55 kg      | Li Sj (CHN) Perd 1–3 PP      | Pas qualifié               | Pas qualifié                 | Pas qualifié        | Pas qualifié        | Pas qualifié        | Pas qualifié        | 13        |
| Lenur Temirov  | -60 kg      | Kebispayev (KAZ) Perd 0–3 PO | Pas qualifié               | Pas qualifié                 | Pas qualifié        | Pas qualifié        | Pas qualifié        | Pas qualifié        | 18        |
| Vasyl Rachyba  | -84 kg      | exempt                       | Achouri (TUN) Gagne 3–0 PO | Gegeshidze (GEO) Perd 1–3 PP | Pas qualifié        | Pas qualifié        | Pas qualifié        | Pas qualifié        | 8         |
| Evgeni Orlov   | -120 kg     | exempt                       | Kayaalp (TUR) Perd 0–3 PO  | Pas qualifié                 | Pas qualifié        | Pas qualifié        | Pas qualifié        | Pas qualifié        | 18        |

Lutte libre femmes
| Athlète              | Compétition | Qualification                | Premier tour                | Quarts de finale          | Demi-finales              | Repêchage 1                 | Repêchage 2              | Finale /MB                 | Finale /MB |
| Athlète              | Compétition | Adversaire Résultat          | Adversaire Résultat         | Adversaire Résultat       | Adversaire Résultat       | Adversaire Résultat         | Adversaire Résultat      | Adversaire Résultat        | Rang       |
| -------------------- | ----------- | ---------------------------- | --------------------------- | ------------------------- | ------------------------- | --------------------------- | ------------------------ | -------------------------- | ---------- |
| Irini Merleni        | -48 kg      | exempt                       | Kim H-J (KOR) Gagne 3–0 PO  | Caripá (VEN) Gagne 5–0 VT | Stadnik (AZE) Perd 0–3 PO | exempt                      | exempt                   | Chun (USA) Perd 0–3 PO     | 5          |
| Tetyana Lazareva     | -55 kg      | exempt                       | Sayed (EGY) Gagne 5–0 VT    | Verbeek (CAN) Perd 0–3 PO | Pas qualifié              | N/A                         | Geeta (IND) Gagne 3-0 PO | Rentería (COL) Perd 1-3 PP | 5          |
| Yuliya Ostapchuk     | -63 kg      | Shalygina (KAZ) Gagne 3–0 PO | Sastin (HUN) Gagne 3–0 PO   | Volosova Perd 0–3 PO      | Pas qualifiée             | Pas qualifiée               | Pas qualifiée            | Pas qualifiée              | 7          |
| Kateryna Burmistrova | -72 kg      | NC                           | Vorobieva (RUS) Perd 0–3 PO | Pas qualifiée             | Pas qualifiée             | Manyurova (KAZ) Perd 0–3 PO | Pas qualifiée            | Pas qualifiée              | 13         |

## Natation
Hommes
| Athlète          | Compétition        | Séries         | Séries | Demi-finales | Demi-finales | Finale            | Finale       |
| Athlète          | Compétition        | Temps          | Rang   | Temps        | Rang         | Temps             | Rang         |
| ---------------- | ------------------ | -------------- | ------ | ------------ | ------------ | ----------------- | ------------ |
| Ihor Borysyk     | 200 m brasse       | 2 min 12 s 61  | 22     | Pas qualifié | Pas qualifié | Pas qualifié      | Pas qualifié |
| Igor Chervynskiy | 10 km              | NC             | NC     | NC           | NC           | 1 h 50 min 56 s 9 | 14           |
| Illya Chuyev     | 200 m papillon     | 1 min 59 s 65  | 28     | Pas qualifié | Pas qualifié | Pas qualifié      | Pas qualifié |
| Valeriy Dymo     | 100 m brasse       | 1 min 01 s 27  | 23     | Pas qualifié | Pas qualifié | Pas qualifié      | Pas qualifié |
| Sergiy Frolov    | 400 m nage libre   | 3 min 50 s 63  | 16     | NC           | NC           | Pas qualifié      | Pas qualifié |
| Sergiy Frolov    | 1 500 m nage libre | 14 min 59 s 19 | 10     | NC           | NC           | Pas qualifié      | Pas qualifié |
| Andriy Hovorov   | 50 m nage libre    | 22 s 09        | 7      | 22 s 12      | 14           | Pas qualifié      | Pas qualifié |
| Oleksandr Isakov | 100 m dos          | 55 s 43        | 35     | Pas qualifié | Pas qualifié | Pas qualifié      | Pas qualifié |
| Oleksandr Isakov | 200 m dos          | 2 min 00 s 78  | 30     | Pas qualifié | Pas qualifié | Pas qualifié      | Pas qualifié |
| Maksym Shemberev | 200 m 4 nages      | 2 min 03 s 40  | 33     | Pas qualifié | Pas qualifié | Pas qualifié      | Pas qualifié |
| Maksym Shemberev | 400 m 4 nages      | 4 min 16 s 63  | 15     | NC           | NC           | Pas qualifié      | Pas qualifié |

Femmes
| Athlète                                                                | Compétition        | Séries        | Séries | Demi-finales  | Demi-finales  | Finale            | Finale         |
| Athlète                                                                | Compétition        | Temps         | Rang   | Temps         | Rang          | Temps             | Rang           |
| ---------------------------------------------------------------------- | ------------------ | ------------- | ------ | ------------- | ------------- | ----------------- | -------------- |
| Olga Beresnyeva                                                        | 10 km              | NC            | NC     | NC            | NC            | 1 h 58 min 44 s 4 | 7              |
| Ganna Dzerkal                                                          | 200 m brasse       | 2 min 27 s 09 | 17     | Pas qualifiée | Pas qualifiée | Pas qualifiée     | Pas qualifiée  |
| Ganna Dzerkal                                                          | 200 m 4 nages      | 2 min 14 s 55 | 18     | Pas qualifiée | Pas qualifiée | Pas qualifiée     | Pas qualifiée  |
| Ganna Dzerkal                                                          | 400 m 4 nages      | 4 min 48 s 19 | 26     | NC            | NC            | Pas qualifiée     | Pas qualifiée  |
| Mariya Liver                                                           | 100 m brasse       | 1 min 11 s 23 | 37     | Pas qualifiée | Pas qualifiée | Pas qualifiée     | Pas qualifiée  |
| Darya Stepanyuk                                                        | 50 m nage libre    | 25 s 70       | 33     | Pas qualifiée | Pas qualifiée | Pas qualifiée     | Pas qualifiée  |
| Daryna Zevina                                                          | 100 m dos          | 1 min 00 s 57 | 18     | Pas qualifiée | Pas qualifiée | Pas qualifiée     | Pas qualifiée  |
| Daryna Zevina                                                          | 200 m dos          | 2 min 09 s 40 | 9 Q    | 2 min 09 s 70 | 11            | Pas qualifiée     | Pas qualifiée  |
| Ganna Dzerkal Iryna Glavnyk Mariya Liver Darya Stepanyuk Daryna Zevina | 4×200 m nage libre | 8 min 12 s 67 | 15     | NC            | NC            | Pas qualifiées    | Pas qualifiées |

## Natation synchronisée
| Athlètes                       | Compétition | Programme technique | Programme technique | Programme libre (qualifications) | Programme libre (qualifications) | Programme libre (qualifications) | Programme libre (finale) | Programme libre (finale)  | Programme libre (finale) |
| Athlètes                       | Compétition | Points              | Rang                | Points                           | Total (technique + libre)        | Rang                             | Points                   | Total (technique + libre) | Rang                     |
| ------------------------------ | ----------- | ------------------- | ------------------- | -------------------------------- | -------------------------------- | -------------------------------- | ------------------------ | ------------------------- | ------------------------ |
| Kseniya Sydorenko Darya Yushko | Duo         | 92,200              | 6                   | 92,140                           | 184,340                          | 6 Q                              | 92,670                   | 184,870                   | 6                        |

## Pentathlon moderne
| Athlète              | Compétition | Escrime (une touche à l'épée) | Escrime (une touche à l'épée) | Escrime (une touche à l'épée) | Natation (200 m nage libre) | Natation (200 m nage libre) | Natation (200 m nage libre) | Équitation (saut d'obstacles) | Équitation (saut d'obstacles) | Équitation (saut d'obstacles) | Combiné : tir/course (pistolet-tir à 10 mètres)/(3 000 m) | Combiné : tir/course (pistolet-tir à 10 mètres)/(3 000 m) | Combiné : tir/course (pistolet-tir à 10 mètres)/(3 000 m) | Total | Rang |
| Athlète              | Compétition | Résultats                     | Rang                          | Points                        | Temps                       | Rang                        | Points                      | Pénalités                     | Rang                          | Points                        | Temps                                                     | Rang                                                      | Points                                                    | Total | Rang |
| -------------------- | ----------- | ----------------------------- | ----------------------------- | ----------------------------- | --------------------------- | --------------------------- | --------------------------- | ----------------------------- | ----------------------------- | ----------------------------- | --------------------------------------------------------- | --------------------------------------------------------- | --------------------------------------------------------- | ----- | ---- |
| Dmytro Kirpulyanskyy | Hommes      | 17–18                         | =13                           | 808                           | 2 min 04 s 83               | 16                          | 1304                        | 860*                          | 35                            | 340                           | 11 min 18 s 80                                            | 28                                                        | 2288                                                      | 4740  | 35   |
| Pavlo Tymoshchenko   | Hommes      | 13–22                         | 33                            | 712                           | 2 min 08 s 15               | 23                          | 1264                        | 60                            | 14                            | 1140                          | 10 min 48 s 37                                            | 15                                                        | 2408                                                      | 5524  | 23   |
| Iryna Khokhlova      | Femmes      | 18–17                         | =16                           | 832                           | 2 min 16 s 22               | 9                           | 1168                        | 0                             | 1                             | 1200                          | 12 min 32 s 44                                            | 22                                                        | 1992                                                      | 5192  | 10   |
| Victoria Tereshuk    | Femmes      | 14–21                         | =28                           | 736                           | 2 min 16 s 07               | 8                           | 1168                        | 132                           | 26                            | 1068                          | 12 min 24 s 64                                            | 18                                                        | 2024                                                      | 4996  | 23   |

* N'a pas terminé

## Plongeon
Hommes
| Athlète                                 | Compétition                      | Qualifications | Qualifications | Demi-finales | Demi-finales | Finale       | Finale       |
| Athlète                                 | Compétition                      | Points         | Rang           | Points       | Rang         | Points       | Rang         |
| --------------------------------------- | -------------------------------- | -------------- | -------------- | ------------ | ------------ | ------------ | ------------ |
| Illya Kvasha                            | Tremplin à 3 mètres              | 470,25         | 6 Q            | 478,60       | 7 Q          | 462,25       | 8            |
| Oleksiy Prygorov                        | Tremplin à 3 mètres              | 439,80         | 17 Q           | 414,15       | 16           | Pas qualifié | Pas qualifié |
| Oleksandr Bondar                        | Haut-vol à 10 mètres             | 481,65         | 7 Q            | 496,30       | 11 Q         | 443,70       | 12           |
| Anton Zakharov                          | Haut-vol à 10 mètres             | 451,35         | 12 Q           | 464,70       | 15           | Pas qualifié | Pas qualifié |
| Illya Kvasha Oleksiy Prygorov           | Tremplin à 3 mètres synchronisé  | NC             | NC             | NC           | NC           | 434,22       | 4            |
| Oleksandr Bondar Oleksandr Gorshkovozov | Haut-vol à 10 mètres synchronisé | NC             | NC             | NC           | NC           | 433,32       | 8            |

Femmes
| Athlète                               | Compétition                      | Qualifications | Qualifications | Demi-finales  | Demi-finales  | Finale        | Finale        |
| Athlète                               | Compétition                      | Points         | Rang           | Points        | Rang          | Points        | Rang          |
| ------------------------------------- | -------------------------------- | -------------- | -------------- | ------------- | ------------- | ------------- | ------------- |
| Olena Fedorova                        | Tremplin à 3 mètres              | 308,70         | 14 Q           | 314,70        | 12 Q          | 317,80        | 9             |
| Hanna Pysmenska                       | Tremplin à 3 mètres              | 271,50         | 21             | Pas qualifiée | Pas qualifiée | Pas qualifiée | Pas qualifiée |
| Iuliia Prokopchuk                     | Haut-vol à 10 mètres             | 324,85         | 11 Q           | 315,80        | 12 Q          | 344,55        | 12            |
| Olena Fedorova Hanna Pysmenska        | Tremplin à 3 mètres synchronisé  | NC             | NC             | NC            | NC            | 302,40        | 6             |
| Yulia Prokopchuk Viktoriya Potyekhina | Haut-vol à 10 mètres synchronisé | NC             | NC             | NC            | NC            | 299,64        | 8             |

## Taekwondo
| Athlète          | Compétition   | 1er tour                  | Quarts de finale              | Demi-finales        | Repêchage 1             | Repêchage 2         | Finale              | Finale        |
| Athlète          | Compétition   | Adversaire Résultat       | Adversaire Résultat           | Adversaire Résultat | Adversaire Résultat     | Adversaire Résultat | Adversaire Résultat | Rang          |
| ---------------- | ------------- | ------------------------- | ----------------------------- | ------------------- | ----------------------- | ------------------- | ------------------- | ------------- |
| Hryhorii Husarov | Hommes -68 kg | Campbell (NZL) Gagne 10–6 | Tazegül (TUR) Perd 2–9        | Pas qualifié        | Jennings (USA) Perd 2–3 | Pas qualifié        | Pas qualifié        | Pas qualifié  |
| Maryna Konieva   | Femmes +67 kg | Dawani (JOR) Gagne 18–13  | Hernandez (CUB) Perd 2–16 PTG | Pas qualifiée       | Pas qualifiée           | Pas qualifiée       | Pas qualifiée       | Pas qualifiée |

## Tennis
Hommes
| Athlète             | Compétition         | 1/32 de finale                   | 1/16 de finale      | 1/8 de finale       | Quarts de finale    | Demi-finales        | Finale              | Finale        |
| Adversaire Résultat | Adversaire Résultat | Adversaire Résultat              | Adversaire Résultat | Adversaire Résultat | Adversaire Résultat | Adversaire Résultat | Adversaire Résultat |               |
| ------------------- | ------------------- | -------------------------------- | ------------------- | ------------------- | ------------------- | ------------------- | ------------------- | ------------- |
| Serhiy Stakhovsky   | Simple messieurs    | Hewitt (AUS) Perd 3–6, 6–4, 3–6  | Pas qualifié        | Pas qualifié        | Pas qualifié        | Pas qualifié        | Pas qualifié        | Pas qualifié  |
| Kateryna Bondarenko | Simple dames        | Kvitová (CZE) Perd 4–6, 7–5, 4–6 | Pas qualifiée       | Pas qualifiée       | Pas qualifiée       | Pas qualifiée       | Pas qualifiée       | Pas qualifiée |

## Tennis de table
Hommes
| Athlète            | Compétition | Tour préliminaire | 1er tour                | 2e tour               | 3e tour          | 4e tour          | Quarts de finale | Demi-finales     | Finale           | Finale       |
| Athlète            | Compétition | Adversaire Score  | Adversaire Score        | Adversaire Score      | Adversaire Score | Adversaire Score | Adversaire Score | Adversaire Score | Adversaire Score | Rang         |
| ------------------ | ----------- | ----------------- | ----------------------- | --------------------- | ---------------- | ---------------- | ---------------- | ---------------- | ---------------- | ------------ |
| Oleksandr Didukh   | Simple      | exempt            | Aguirre (PAR) Gagne 4–3 | Chen W (AUT) Perd 0–4 | Pas qualifié     | Pas qualifié     | Pas qualifié     | Pas qualifié     | Pas qualifié     | Pas qualifié |
| Yaroslav Zhmudenko | Simple      | exempt            | Assar (EGY) Perd 1–4    | Pas qualifié          | Pas qualifié     | Pas qualifié     | Pas qualifié     | Pas qualifié     | Pas qualifié     | Pas qualifié |

Femmes
| Athlète            | Compétition | Tour préliminaire | 1er tour               | 2e tour                 | 3e tour             | 4e tour          | Quarts de finale | Demi-finales     | Finale           | Finale        |
| Athlète            | Compétition | Adversaire Score  | Adversaire Score       | Adversaire Score        | Adversaire Score    | Adversaire Score | Adversaire Score | Adversaire Score | Adversaire Score | Rang          |
| ------------------ | ----------- | ----------------- | ---------------------- | ----------------------- | ------------------- | ---------------- | ---------------- | ---------------- | ---------------- | ------------- |
| Margaryta Pesotska | Simple      | exempt            | exempt                 | Ramirez (ESP) Gagne 4–1 | Li J (NED) Perd 0–4 | Pas qualifiée    | Pas qualifiée    | Pas qualifiée    | Pas qualifiée    | Pas qualifiée |
| Tetiana Bilenko    | Simple      | exempt            | Medina (COL) Gagne 4–1 | Dodean (ROU) Perd 3–4   | Pas qualifiée       | Pas qualifiée    | Pas qualifiée    | Pas qualifiée    | Pas qualifiée    | Pas qualifiée |

## Tir
Hommes
| Athlète         | Compétition                  | Qualification | Qualification | Finale       | Finale       |
| Athlète         | Compétition                  | Points        | Rang          | Points       | Rang         |
| --------------- | ---------------------------- | ------------- | ------------- | ------------ | ------------ |
| Artur Ayvazyan  | Carabine à 50 m 3 positions  | 1168          | 10e           | Pas qualifié | Pas qualifié |
| Artur Ayvazyan  | Carabine à 50 m tir couché   | 593           | 21e           | Pas qualifié | Pas qualifié |
| Artur Ayvazyan  | Carabine à 10 m air comprimé | 593           | 19e           | Pas qualifié | Pas qualifié |
| Roman Bondaruk  | Pistolet à 25 m tir rapide   | 579           | 12e           | Pas qualifié | Pas qualifié |
| Denys Kushnirov | Pistolet à 10 m air comprimé | 577           | 19e           | Pas qualifié | Pas qualifié |
| Oleg Omelchuk   | Pistolet à 50 m              | 548           | 29e           | Pas qualifié | Pas qualifié |
| Oleg Omelchuk   | Pistolet à 10 m air comprimé | 583           | 6e            | 683,6        | 5e           |
| Serhiy Kulish   | Carabine à 50 m 3 positions  | 1 166         | 14e           | Pas qualifié | Pas qualifié |
| Serhiy Kulish   | Carabine à 50 m tir couché   | 583           | 49e           | Pas qualifié | Pas qualifié |
| Serhiy Kulish   | Carabine à 10 m air comprimé | 593           | 18e           | Pas qualifié | Pas qualifié |

Femmes
| Athlète          | Compétition                  | Qualification | Qualification | Finale        | Finale                              |
| Athlète          | Compétition                  | Points        | Rang          | Points        | Rang                                |
| ---------------- | ---------------------------- | ------------- | ------------- | ------------- | ----------------------------------- |
| Olena Kostevych  | Pistolet à 25 m              | 585           | 5e            | 788,6         | Médaille de bronze, Jeux olympiques |
| Olena Kostevych  | Pistolet à 10 m air comprimé | 387           | 2e            | 486,6         | Médaille de bronze, Jeux olympiques |
| Dariya Sharipova | Carabine 50 m 3 positions    | 573           | 38e           | Pas qualifiée | Pas qualifiée                       |
| Dariya Sharipova | Carabine à 10 m air comprimé | 395           | 13e           | Pas qualifiée | Pas qualifiée                       |
| Daria Tykhova    | Carabine 50 m 3 positions    | 577           | 26e           | Pas qualifiée | Pas qualifiée                       |
| Daria Tykhova    | Carabine à 10 m air comprimé | 394           | 23e           | Pas qualifiée | Pas qualifiée                       |

## Tir à l'arc
Hommes
| Athlète                                      | Compétition        | Tour préliminaire | Tour préliminaire | 1er tour                       | 2e tour                        | 3e tour                             | Quarts de finale                 | Demi-finales     | Finale           | Finale        |
| Athlète                                      | Compétition        | Score             | Rang              | Adversaire Score               | Adversaire Score               | Adversaire Score                    | Adversaire Score                 | Adversaire Score | Adversaire Score | Rang          |
| -------------------------------------------- | ------------------ | ----------------- | ----------------- | ------------------------------ | ------------------------------ | ----------------------------------- | -------------------------------- | ---------------- | ---------------- | ------------- |
| Dmytro Hrachov                               | Individuel hommes  | 665               | 28                | Frangilli (ITA) (37) Gagne 7–2 | Furukawa (JPN) (68) Perd 4–6   | Pas qualifié                        | Pas qualifié                     | Pas qualifié     | Pas qualifié     | Pas qualifié  |
| Markiyan Ivashko                             | Individuel hommes  | 667               | 24                | Cuesta (ESP) (41) Gagne 6–4    | Myo Aung (MYA) (363) Gagne 7–1 | Cheng-Wei (TPE) (35) Perd 0-6       | Pas qualifié                     | Pas qualifié     | Pas qualifié     | Pas qualifié  |
| Viktor Ruban                                 | Individuel hommes  | 660               | 43                | Liu (CHN) (22) Gagne 6–0       | Chen (TPE) (54) Gagne 6–0      | Prevost (FRA) (6) Gagne 6–4         | Oh (KOR) (8) Perd 7-1            | Pas qualifié     | Pas qualifié     | Pas qualifié  |
| Dmytro Hrachov Markiyan Ivashko Viktor Ruban | Par équipes hommes | 1992              | 9                 | NC                             | NC                             | Grande-Bretagne (8) Gagnent 223–212 | Corée du Sud (1) Perdent 227–220 | Pas qualifiés    | Pas qualifiés    | Pas qualifiés |

Femmes
| Athlète                                             | Compétition        | Tour préliminaire | Tour préliminaire | 1er tour                       | 2e tour          | 3e tour                   | Quarts de finale | Demi-finales     | Finale           | Finale         |
| Athlète                                             | Compétition        | Score             | Rang              | Adversaire Score               | Adversaire Score | Adversaire Score          | Adversaire Score | Adversaire Score | Adversaire Score | Rang           |
| --------------------------------------------------- | ------------------ | ----------------- | ----------------- | ------------------------------ | ---------------- | ------------------------- | ---------------- | ---------------- | ---------------- | -------------- |
| Viktoriya Koval                                     | Individuel femmes  | 624               | 51                | Leek (USA) (14) Perd 2–6       | Pas qualifiée    | Pas qualifiée             | Pas qualifiée    | Pas qualifiée    | Pas qualifiée    | Pas qualifiée  |
| Tetyana Dorokhova                                   | Individuel femmes  | 599               | 59                | Kanie (JPN) (6) Perd 1–7       | Pas qualifiée    | Pas qualifiée             | Pas qualifiée    | Pas qualifiée    | Pas qualifiée    | Pas qualifiée  |
| Lidiia Sichenikova                                  | Individuel femmes  | 645               | 32                | Timofeyeva (BLR) (33) Perd 5–6 | Pas qualifiée    | Pas qualifiée             | Pas qualifiée    | Pas qualifiée    | Pas qualifiée    | Pas qualifiée  |
| Viktoriya Koval Kateryna Palekha Lidiya Sichenikova | Par équipes femmes | 1868              | 12                | NC                             | NC               | Japon (5) Perdent 192–207 | Pas qualifiées   | Pas qualifiées   | Pas qualifiées   | Pas qualifiées |

## Triathlon
| Athlète             | Compétition | Natation (1,5 km) | Transition 1 | Cyclisme (40 km) | Transition 2 | Course (10 km) | Total           | Rang    |         |
| ------------------- | ----------- | ----------------- | ------------ | ---------------- | ------------ | -------------- | --------------- | ------- | ------- |
| Danylo Sapunov      | Hommes      | 18 min 08 s       | 42 s         | 59 min 35 s      | 29 s         | 32 min 38 s    | 1 h 51 min 32 s | 42      |         |
| Yuliya Yelistratova | Femmes      | 20 min 50 s       | 46 s         | Abandon          | Abandon      | Abandon        | Abandon         | Abandon | Abandon |

## Voile
M* = Course aux médailles ; EL = Non qualifié ; RDG : Réparation donnée
Hommes
| Athlète(s)         | Compétition | Courses | Courses  | Courses | Courses | Courses | Courses | Courses | Courses | Courses | Courses | Courses | Total net | Rang |
| Athlète(s)         | Compétition | 1       | 2        | 3       | 4       | 5       | 6       | 7       | 8       | 9       | 10      | M*      | Total net | Rang |
| ------------------ | ----------- | ------- | -------- | ------- | ------- | ------- | ------- | ------- | ------- | ------- | ------- | ------- | --------- | ---- |
| Maksym Oberemko    | RS:X        | 36      | 35       | 16      | 28      | 17      | 31      | 23      | 14      | 6       | 11      | EL      | 181       | 23   |
| Valeriy Kudryashov | Laser       | 48      | 38       | 42      | 31      | 38      | 40      | 35      | 36      | 38      | 43      | EL      | 341       | 44   |
| Oleksiy Boryzov    | Finn        | 21 RDG  | 18,6 RDG | 19      | 19      | 15      | 19      | 23      | 14      | 17      | 18      | EL      | 160,6     | 19   |

Femmes
| Athlète(s)     | Compétition | Courses | Courses | Courses | Courses | Courses | Courses | Courses | Courses | Courses | Courses | Courses | Total net | Rang |
| Athlète(s)     | Compétition | 1       | 2       | 3       | 4       | 5       | 6       | 7       | 8       | 9       | 10      | M*      | Total net | Rang |
| -------------- | ----------- | ------- | ------- | ------- | ------- | ------- | ------- | ------- | ------- | ------- | ------- | ------- | --------- | ---- |
| Olha Maslivets | RS:X        | 3       | 4       | 14      | 10      | 3       | 3       | 1       | 3       | 7       | 10      | 4       | 48        | 4    |